# ロマンチスト〜THE STALIN・遠藤ミチロウTribute Album〜
『ロマンチスト〜THE STALIN・遠藤ミチロウTribute Album〜』（ロマンチスト - ザ・スターリン・えんどうミチロウ・トリビュート・アルバム）は、日本のパンクバンドTHE STALINおよび遠藤ミチロウに関連する音楽作品のオムニバスによるトリビュート・アルバム。
2010年12月1日にアリオラジャパンより発売された。

## 解説
- THE STALINがデビューし約30年、遠藤ミチロウが2010年11月に還暦を迎えることを記念したトリピュートアルバム。
- このアルバムの発売日と同日に、インディーズ盤として北極バクテリアから還暦記念トリビュートアルバム「青鬼赤鬼〜ザ・スターリン・遠藤ミチロウ還暦 & 30周年トリビュートアルバム〜」が発売された。
- BUCK-TICKは2001年1月24日に発売されたTHE STALINのトリビュートアルバム「365:A TRIBUTE TO THE STALIN」で表題曲である「365」をカバーする予定だったが事情により実現出来なかった。今作品では「おまえの犬になる」で参加している。
- 2011年1月21日には渋谷 O-EASTにてアルバム発売記念イベントライヴ「吐き気がするほどロマンチックだぜ！！」が行われ、遠藤ミチロウ、中村達也らが率いるTHE STALIN Zが、同アルバムに参加する黒猫チェルシー、MERRYと共演した。また、同ライヴでは同年1月16日に肝障害で死去した元THE STALINのギタリストTAMの追悼も行われた[1]。

## 収録曲
| 全作詞: 遠藤みちろう。 |                                                                                 |              |              |                          |      |
| #                      | タイトル                                                                        | 作詞         | 作曲         | 編曲                     | 時間 |
| 1.                     | 「ロマンチスト／THE STALIN」(WAGDUG FUTURISTIC UNITY)                           | 遠藤みちろう | 遠藤みちろう | WAGDUG FUTURISTIC UNITY  | 2:17 |
| 2.                     | 「負け犬／THE STALIN」(黒猫チェルシー)                                          | 遠藤みちろう | タム         | 黒猫チェルシー           | 2:38 |
| 3.                     | 「JUST LIKE A BOY／遠藤ミチロウ」(銀杏BOYZ)                                     | 遠藤みちろう | 遠藤みちろう | 銀杏BOYZ                 | 5:20 |
| 4.                     | 「お母さん、いい加減あなたの顔は忘れてしまいました ／遠藤ミチロウ」(グループ魂) | 遠藤みちろう | 遠藤みちろう | グループ魂               | 5:33 |
| 5.                     | 「カノン／遠藤ミチロウ」(戸川純)                                                | 遠藤みちろう | Pachelbel    | 坂本弘道                 | 8:59 |
| 6.                     | 「GO GO スターリン／THE STALIN」(フラワーカンパニーズ)                          | 遠藤みちろう | 晋太郎       | フラワーカンパニーズ     | 1:59 |
| 7.                     | 「先天性労働者／THE STALIN」(AA=)                                               | 遠藤みちろう | 晋太郎、タム | 上田剛士                 | 4:39 |
| 8.                     | 「おまえの犬になる／遠藤ミチロウ」(BUCK-TICK)                                   | 遠藤みちろう | 遠藤みちろう | BUCK-TICK、田中淳一      | 6:23 |
| 9.                     | 「我自由丸／遠藤ミチロウ」(UA)                                                  | 遠藤みちろう | 遠藤みちろう | 青木タイセイ             | 5:39 |
| 10.                    | 「オデッセイ・1985・SEX／Michiro,Get the Help!」(MERRY)                         | 遠藤みちろう | 遠藤みちろう | MERRY                    | 6:43 |
| 11.                    | 「ワルシャワの幻想／THE STALIN」(DIR EN GREY)                                   | 遠藤みちろう | THE STALIN   | DIR EN GREY              | 5:06 |
| 12.                    | 「ア・イ・ウ・エ・オ／遠藤ミチロウ」(YUKI)                                      | 遠藤みちろう | 遠藤みちろう | YUKI、玉井健二、百田留衣 | 4:41 |
| 合計時間:              | 合計時間:                                                                       | 合計時間:    | 合計時間:    | 60:32                    |      |

## 参加ミュージシャン
1. ロマンチスト
  - KYONO - ボーカル、コーラス、シンセサイザー、リズム・プログラミング
  - SAB - ギター、コーラス
  - KenKen - ベース、コーラス
  - SHIBUYA - ドラムス、コーラス
2. 負け犬
  - 渡辺大知 - ボーカル
  - 澤竜次 - ギター
  - 宮田岳 - ベース
  - 岡本啓佑 - ドラムス
3. JUST LIKE A BOY
  - 安孫子真哉 - ベース、プログラミング
  - チン中村 - ギター
  - 峯田和伸 - 歌手、アコースティック・ギター
  - 村井守 - ドラムス
4. お母さん、いい加減あなたの顔は忘れてしまいました
  - 破壊（阿部サダヲ） - ボーカル
  - 暴動（宮藤官九郎） - ギター
  - バイト君（村杉蝉之介） - 大道具
  - 小園（小園竜一） - ベース
  - 石鹸（三宅弘城） - ドラムス
  - 遅刻（富澤タク） - ギター
  - 港カヲル（皆川猿時） - 46歳
5. カノン
  - 戸川純 - ボーカル
  - 坂本弘道 - チェロ、クロマハープ、ミュージックソー、メロディカ、ウォーターフォン、ハーディ・ガーディ、電子楽器、プログラミング
  - 石塚俊明 - ドラムス
6. GO GO スターリン
  - 鈴木圭介 - ボーカル
  - グレートマエカワ - ベース、コーラス
  - 竹安堅一 - ギター
  - ミスター小西 - コーラス
  - オカモトレイジ (OKAMOTO'S) - ドラムス
7. 先天性労働者
  - 上田剛士
  - HIROSUKE from BALZAC - ボーカル
8. おまえの犬になる
  - 櫻井敦司 - ボーカル
  - 今井寿 - アコースティック・ギター、電子楽器、コーラス
  - 星野英彦 - アコースティック・ギター
  - 樋口豊 - ベース
  - ヤガミトール - ドラムス
9. 我自由丸
  - 青木タイセイ - トロンボーン、ピアニカ、シンセサイザー
  - 権藤知彦 - ユーフォニアム、フリューゲルホルン
  - 高良久美子 - マリンバ
  - UA - ボーカル、バック・グラウンド・ボーカル
10. オデッセイ・1985・SEX
  - ガラ - ボーカル
  - 結生 - ギター
  - 健一 - ギター
  - テツ - ベース
  - ネロ - ドラムス
11. ワルシャワの幻想
  - 京 - ボーカル
  - 薫 - ギター
  - Die - ギター
  - Toshiya - ベース
  - Shinya - ドラムス
12. ア・イ・ウ・エ・オ
  - YUKI - ボーカル
  - 百田留衣 - プログラミング、全楽器